# Antonin Stahly-Vishwanadan
 (mai 2010).
Si vous disposez d'ouvrages ou d'articles de référence ou si vous connaissez des sites web de qualité traitant du thème abordé ici, merci de compléter l'article en donnant les références utiles à sa vérifiabilité et en les liant à la section « Notes et références ».
Antonin Stahly-Viswanadhan est un musicien et comédien né de père indien et de mère française.

## Biographie
Il a suivi des études secondaires à l'école internationale de la rue du Théâtre, à Paris (15e arrondissement). C'est là qu'il est choisi pour tenir le rôle de l'enfant dans la version en langue anglaise du spectacle inspiré du poème-fleuve indien, le Mahābhārata, que prépare le metteur en scène britannique Peter Brook avec son scénariste attitré Jean-Claude Carrière. L'adaptation théâtrale en français fit l'événement du Festival d'Avignon, édition 1985, dans le cadre des carrières Callet de Boulbon, découvertes et aménagées par Brook pour l'occasion. Par son ampleur, son ambition, sa beauté, par la multitude des talents rassemblés, comédiens de toutes origines pour raconter cette "histoire de l'humanité", le spectacle fera date, initiant de manière lumineuse à ce classique de la culture indienne : il fut joué du 17 avril 1985 au 24 mai 1986.
Brook cherchait de jeunes garçons (la loi oblige à distribuer plusieurs titulaires au rôle, en alternance, à cause des représentations quotidiennes qu'on ne peut imposer à des enfants) aptes à tenir ce rôle en anglais. Antonin fut retenu, sa mère, Florence Stahly, occupant des fonctions en régie plateau. Avec tous les comédiens originaires du monde entier, il assurera tant les représentations parisiennes que les tournées internationales, dans les lieux les plus divers, pour lesquelles cette version fut montée (lire en anglais le passionnant livre d'Andrew Todd et Jean-Guy Lecat, The Open Circle, Londres, Faber & Faber, 2003). Cette expérience de vie de troupe, sous la conduite de l'exceptionnel Peter Brook, se révéla déterminante pour sa formation et sa maturation. Les représentations s'étalèrent du 26 juillet 1987 au 22 juillet 1988, avec étape à Zurich, Los Angeles, New York, Perth, Adelaïde, Copenhague, Glasgow, Tokyo…
Il fut si convaincant que, lorsque Brook décida d'adapter son spectacle au cinéma, c'est Antonin Stahly qui fut choisi pour reprendre son rôle de théâtre. À cette nuance près que la voix de l'enfant ayant mué en deux ans, il fut doublé à l'écran (version disponible en DVD).
Bien des années plus tard, en 2001, vivant à New York pour ses études et la carrière du musicien qu'il était devenu, il assiste à une représentation de La Tragédie d'Hamlet de Shakespeare, en tournée à la Brooklyn Academy of Music, dans la mise en scène de Peter Brook, marquée par le comédien anglais Adrian Lester pour le quatrième centenaire de la pièce. Et là, Brook lui propose de rejoindre la troupe pour l'adaptation du spectacle qu'il prépare en français, avec William Nadylam, cette fois, dans le rôle-titre.
Antonin accepte, s'installe à Paris, aborde le spectacle par un petit rôle (Osric) du film de La Tragédie d'Hamlet (éditions DVD chez Arte) que Brook tourne au Théâtre des Bouffes du Nord avec la distribution anglaise. Son aisance lui fait approcher ses rôles de comédien de manière instinctive. Il enchaîne sur les répétitions du spectacle en français, où il tient, avec une pudeur et une justesse constantes, le rôle de l'ami fidèle et confident d'Hamlet, Horatio, tout en assurant le continuo instrumental en contrepoint du texte, succédant au percussionniste japonais Toshi Tsuchitori. Le spectacle se donnera du 7 janvier au 13 avril 2003 aux Bouffes du Nord, puis en tournée : Bordeaux, Valence, Chalon-sur-Saône, Ferrare, Anvers, Coventry, Lisbonne, Dubrovnik.
Dans la foulée, Brook lui propose la part musicale de deux spectacles-lectures, aux Bouffes toujours, avec son comédien et complice Maurice Bénichou : en 2002, la Mort de Krishna, dans un extrait du Mahabharata (où il alterne avec la magnétique Sarmila Roy), et, en 2004, le Grand Inquisiteur, d'après Les Frères Karamazov, de Dostoïevski, où il figure aussi la présence muette du Christ (Ken Higelin, frère d'Arthur H. et fils de Jacques, reprendra le rôle, lui qui avait aussi été embarqué sur le "voyage" du Mahabharata, puis sur la Tempête de Shakespeare). Voir des détails à propos du Grand Inquisiteur et un extrait critique sur lien avec www.theatre-des-pleiades.com, par exemple.
Dans le même temps, il entame les répétitions sur le nouveau spectacle de Peter Brook et Marie-Hélène Estienne, La Vie de Tierno Bokar, le Sage de Bandiagara, sur un étonnant mystique de l'islam qui fascine Brook, avec les complices habituels du réalisateur : Bruce Myers, Hélène Patarot, Sotigui Kouyaté, Yoshi Oida...
En 2008, il joue son premier grand rôle au cinéma comme comédien, dans Le Fil, avec Claudia Cardinale, Salim Kechiouche et des acteurs tunisiens, un film du réalisateur Mehdi Ben Attia, qui est sorti en salles à Paris le 12 mai 2010, mercredi où s'ouvre, par ailleurs, le 63e Festival de Cannes, sous la présidence de Tim Burton.